# Горлинский, Николай Дмитриевич
Николай Дмитриевич Горлинский (Дрищев) (1907—1965) — сотрудник органов государственной безопасности, генерал-лейтенант (1945).

## Биография
Родился в украинской семье крестьянина-середняка (впоследствии отец работал на судостроительном заводе). В 11 лет, не окончив среднюю школу, начал трудовую деятельность в 1918 пастухом, затем учеником сапожной мастерской, рассыльным в бухгалтерии. С апреля 1920 в возрасте 13 лет работает в органах ЧК делопроизводителем, а затем регистратором в уездных и окружных аппаратах Сумской области, а в мае 1930 переходит на оперативную работу в районные отделения ОГПУ Конотопа и Сум. Член ВКП(б) с 1931. Сменил неблагозвучную фамилию «Дрищев» на «Горлинского».
В марте 1932 г. направляется на учёбу в Центральную школу ОГПУ в Москву. После учёбы с февраля 1937 работает начальником отделения в УНКВД Харьковской и Черниговской областей, затем в 1938 оперуполномоченным 4-го отдела ГУГБ НКВД СССР в Москве. С декабря 1938 г. являлся 2-м заместителем наркома внутренних дел Украинской ССР.
С августа 1940 г. — в центральном аппарате на руководящей работе, заместитель начальника 3-го (контрразведывательного) отдела ГУГБ НКВД-НКГБ, начальник 3-го управления НКВД с 31 июля 1941 до 11 августа 1942 гг. В связи с продвижением Вермахта на Кавказ, Горлинскому поручено руководство борьбой с бандитизмом в Ставропольском крае (а также охрана перевалов Кавказского хребта при Северо-Кавказском фронте). Он возглавляет карательные экспедиции против, по преимуществу, казачьего населения. С 7 мая 1943 г. — начальник Управления НКГБ по Краснодарскому краю, где он продолжил репрессии против казаков.
Горлинский участвовал в организации чрезвычайной охраны Тегеранской конференции.
С сентября 1945 по май 1947 гг. — уполномоченный НКВД-НКГБ по Эстонской ССР, а с мая 1947 по февраль 1949 вновь возглавляет УМГБ по Краснодарскому краю. Затем в феврале-апреле 1949 г. — министр госбезопасности Литовской ССР. Провел крупномасштабные аресты и высылки в Сибирь и Среднюю Азию «буржуазных и антисоветских элементов» из Прибалтики.
С 21 апреля 1949 до 29 августа 1951 гг. возглавлял Управление МГБ в Ленинграде. Руководил арестами фигурантов «Ленинградского дела» (таких, как Н. А. Вознесенский, М. И. Родионов, А. А. Кузнецов, П. С. Попков, Я. Ф. Капустин, П. Г. Лазутин) на должности начальника УМГБ по Ленинградской области. С падением В. С. Абакумова и начавшимися очередными перетрясками в МГБ, Горлинский Приказом МГБ СССР № 3866 от 29 августа 1951 снят с должности «за нарушения социалистической законности». Находился в распоряжении Управления кадров МГБ до 25 октября 1951, после чего был переведён в систему Управления лагерей как заместитель начальника Волжского УИТЛ (13 декабря 1951 г.). Недолгое время был заместителем начальника ИТЛ и строительства № 16 МВД СССР по режиму и оперативной работе.
После смерти И. В. Сталина и создания под руководством Л. П. Берии мощного МВД, Горлинский в марте 1953 г. стал начальником 5-го (экономического) управления МВД СССР. Находился в распоряжении Управления кадров КГБ, 28 июня 1954 г. уволен из КГБ по служебному несоответствию. Был обвинён в злоупотреблении служебным положением и казнокрадстве, а также в организации «Ленинградского дела» и за «грубые нарушения социалистической законности», 23 ноября 1954 постановлением Совета Министров СССР лишён воинского звания, а в 1956 исключен из партии. 
С конца 1954 до 1957 гг. работал заместителем начальника Строительно-монтажного управления (СМУ) Министерства среднего машиностроения СССР, в 1957 г. вышел на пенсию. В конце 1964 г. восстановлен в воинском звании. Умер в январе 1965-го от инфаркта.

### Звания
- лейтенант ГБ (22 марта 1936);
- капитан ГБ;
- старший майор ГБ (14 марта 1940), произведён, минуя звание майора ГБ;
- комиссар ГБ (14 февраля 1943);
- комиссар ГБ 3-го ранга (2 июля 1945);
- генерал-лейтенант (9 июля 1945).[3]

### Награды
- орден Ленина (12.05.1945)
- пять орденов Красного Знамени (26.04.1940, 8.03.1944 -("За выселение карачаевцев, калмыков, чеченцев и ингушей") -отменен УПВС от 04.04.1962, 3.11.1944, 16.09.1945 - "За  обслуживание обеспечение охраны Потсдамской конференции", 24.11.1950);
- орден Кутузова II-й степени (24 февраля 1945) - "За  обслуживание обеспечение охраны Крымской конференции";
- орден Отечественной войны I-й степени (24 августа 1949)- "За  выселение из Прибалтики, Молдавии и Черноморского побережья Кавказа"-отменен УПВС от 03.02.1964;
- два ордена Красной Звезды (20 сентября 1943, 25 октября 1943);
- медаль «За победу над Германией в Великой Отечественной войне 1941—1945 гг.»;
- медали.